# شاپرک‌های درودگر خشمگین
شاپرک‌های درودگر خشمگین (نام علمی: Dudgeonea) نام یک سرده از راسته پروانه‌سانان است.